# NGC 519
NGC 519 este o galaxie eliptică situată în constelația Balena. A fost descoperită în 20 noiembrie 1886 de către Lewis Swift.